# Arthur Fulton
Arthur Fulton (n. 16 septembrie 1887, Londra, Regatul Unit al Marii Britanii și Irlandei – d. 26 ianuarie 1972, Brookwood⁠(d), Woking⁠(d), Anglia, Regatul Unit) a fost un trăgător de tir ce a reprezentat Regatul Unit al Marii Britanii și al Irlandei de Nord, medaliat olimpic. A participat la 2 ediții ale Jocurilor Olimpice (1908, 1912) în care a câștigat două medalii de argint.